# Солоненко Іван Миколайович
Солоненко Іван Миколайович завідувач кафедри управління охороною суспільного здоров'я Національної академії державного управління при Президентові України, відомий український лікар-кардіолог, доктор медичних наук, професор, заслужений діяч науки і техніки України. Відомий вчений з міжнародним визнанням, фахівець державного управління та місцевого самоврядування, профілактичної та клінічної кардіології, педагог, автор сотень наукових праць, підручників, навчальних посібників, монографій, статей, громадський діяч, заступник голови Національної Ради з охорони здоров'я при Президентові України, член Дорадчої ради при Комітеті Верховної Ради України з охорони здоров'я, член робочої групи з підготовки державної програми «Здорова нація» Кабінету Міністрів України, лауреат нагород і низки відзнак.

## Біографічні відомості
Батьківщина — селище Яблунів на Косівщині. Народився у 1947 році. Військову службу проходив на посаді санітарного інструктора медичної частини у місті Тбілісі. Демобілізувався у 1969 році. Серед студентів Київського медичного інституту (нині Національного медичного університету імені О. О. Богомольця, був Іван Солоненко. Він бере участь в роботі наукових гуртків, займається науковою роботою. Є учасником семінарів, студентських наукових заходів, виступає з доповідями на наукових студентських конференціях.

## Наукова діяльність
У 1975 році Іван Солоненко закінчив медичний інститут і був рекомендований для продовження наукової роботи в аспірантурі.
Став аспірантом Українського науково-дослідного інституту кардіології імені акад. М. Д. Стражеска .Відомий вчений-патофізіолог, професор М. А. Кондратович та академік В. В. Фролькіс — вчений фізіолог і геронтолог — стали науковими керівниками Івана Солоненка. Молодий науковець бере участь в науковій діяльності науково-дослідного інституту, підвищує професійну майстерність до рівня вищої кваліфікації. Через три роки захистив кандидатську дисертацію: «Вплив дозованого обмеження коронарного кровотоку на функціональний стан серцевого м'яза та гемодинаміку». За глибокі фахові знання йому було присудженно науковий ступінь кандидата медичних наук й запропонована посада лікаря-кардіолога відділу інфаркту міокарда Українського НДІ кардіології ім. акад. М. Д. Стражеска. Науковий керівник відділу — доктор медичних наук, професор Н. А. Гватуа. Іван Солоненко був науковим консультантом аспіранта лікаря-кардіолога Мону, який захистив дисертацію і поїхав на працю до міста Лагос (Нігерія).
За результатами захисту докторської дисертації: «Дрібновогнищевий інфаркт міокарда: особливості діагностики, лікування та прогнозування» у 1989 році Івану Солоненку присуджено науковий ступінь доктора медичних наук за спеціальністю: « Кардіологія». Науковий консультант — доктор медичних наук, професор Н. А. Гватуа.
Під керівництвом вченого здійснено наукове обґрунтування становлення та розвитку кардіологічної служби в Україні, розроблення Національної програми профілактики серцево-судинних захворювань, а також нових методів діагностики, лікування, профілактики ускладнень та прогнозування перебігу інфаркту міокарда.
В березні 1992 року у Києві був створений Інститут державного управління і самоврядування при Кабінеті Міністрів України (тепер — Національна академія державного управління при Президентові України), закінчивши який, Іван Солоненко отримав диплом «магістр державного управління». У 1994 році, він засновує кафедру управління охороною здоров'я для підготовки нової генерації керівників органів управління та закладів охорони здоров'я на базі магістерської програми з державного управління в Інституті державного управління і самоврядування при Кабінеті Міністрів України. Державним визнанням рівня кваліфікації Івана Солоненка стало присвоєння йому вченого звання «професор». Іван Солоненко проходив стажування у Міністерстві охорони здоров'я Канади, Міністерствах охорони здоров'я провінцій Онтаріо (Торонто, Канада) і Нової Шотландії (Галіфакс, Канада), університетах міст Лос-Анджелеса (США), Торонто, Оттави, Вікторії (Канада), Єрусалиму (Ізраїль), Копенгагена (Данія), Братислави (Словаччина), Будапешта (Угорщина), Праги, (Чехія) та ін.

## Основні праці
- Солоненко Н. Економіка охорони здоров'я: Навч. посіб. — К.: Вид-во НАДУ, 2005. — 416 с.

- Управління підприємницькою діяльністю в галузі охорони здоров'я: Кол. монографія / За ред. О. В. Баєвої та І. М. Солоненка. — К.: МАУП, 2007. — 374 с.

- Програма післядипломної підготовки керівників медичних закладів за спеціальністю «Управління охороною здоров'я». Посібник / [Авторський колектив: В. Ю. Ананьєв, Л. Ю. Бабінцева, В. М. Богомаз, Л. К. Брусаті, В. І. Бугро, Н. Г. Гойда, М. В. Голубчіков, О. П. Гульчій, В. Б. Замкевич, Н. М. Захарова, В. В. Краснов, В. М. Лехан, О. П. Мінцер, В. А. Одринский, Н. М. Орлова, В. М. Пащенко, В. М. Рудий, І. М. Солоненко, Н. Д. Солоненко, А. В. Степаненко] ; під заг. ред. Ю. В. Вороненко, В. Ф. Москаленко, Е. Н. Новічкова // Проект ЄС "Сприяння реформі вторинної медичної допомоги в Україні. — К., 2009. — 44 с.

- Управління охороною здоров'я (для післядипломної освіти): Навчально-методичний посібник / [В. Ю. Ананьєв, Л. Ю. Бабінцева, В. М. Богомаз, В. І. Бугро, Н. Г. Гойда, М. В. Голубчіков, О. П. Гульчій, В. Б. Замкевич, Н. М. Захарова, В. В. Краснов, В. М. Лехан, О. П. Мінцер, В. А. Одринский, Н. М. Орлова, В. М. Пащенко, В. М. Рудий, І. М. Солоненко, Н. Д. Солоненко, А. В. Степаненко, В. І. Шуляк] ; під заг. ред. Вороненка Ю. В. — К. : НМАПО, 2010. — 3670 с.